# Acinipe algerica
Acinipe algerica är en insektsart som först beskrevs av Brunner von Wattenwyl 1882.  Acinipe algerica ingår i släktet Acinipe och familjen Pamphagidae. Inga underarter finns listade i Catalogue of Life.